# Vitaly Ogulev
Vitaly Ogulev (ur. 8 lipca 1979) – australijski zapaśnik walczący przeważnie w stylu klasycznym. Zajął 37. miejsce na mistrzostwach świata w 2003. Piąty na igrzyskach Wschodniej Azji w 2001. Złoty medalista mistrzostw Oceanii w 2002; srebrny w  2000 i brązowy w 2008 roku.